# میکا برژینسکی
میکا برژینسکی (انگلیسی: Mika Brzezinski؛ ‎/ˈmiːkə brəˈzɪnski/‎؛ زادهٔ ۲ مهٔ ۱۹۶۷) مجری تلویزیون، روزنامه‌نگار، و نویسنده آمریکایی است. برژینسکی یکی از دو مجری برنامه صبحگاهی در طول هفتهٔ مورنینگ جوی ام‌اس‌ان‌بی‌سی به همراه جو اسکاربورو نماینده سابق جمهوری‌خواه مجلس آمریکا است. میکا برژینسکی دختر
زیبیگنیو برژینسکی است، که مشاور امنیت ملی در دورهٔ ریاست جمهوری جیمی کارتر بود.